# 弗吉尼亚州诉约翰·布朗案
弗吉尼亚州诉约翰·布朗案 (Virginia v. John Brown)是1859年10月在弗吉尼亚州查尔斯镇(今属西弗吉尼亚州)举行的一场刑事审判。此案中，废奴主义者约翰·布朗因领导对哈伯斯费里联邦军械库的袭击而被指控与黑人密谋煽动暴乱、对弗吉尼亚的叛乱罪与谋杀罪，被迅速定罪并于同年12月2日处决。

约翰·布朗是美国历史上第一位因叛乱罪被处决的人，在审判的大部分时间里，布朗因伤势无法站立而躺在草垫上。
这在许多方面都是一场极其非凡的审判。在我国历史上，从犯罪到审判定罪如此迅速的重大案件极其罕见。从布朗对他认为是时代最大罪恶发起他所相信的正义一击的那一刻起，不到两周时间，他就成了一名被定罪的重罪犯，距离被绞死只有三十天的时间。
对约翰·布朗的审判通过电报在全国直播，起初大多数公众将布朗视为危险的极端分子，然而随着审判中他的言论和动机被广泛报道，公众对布朗的看法发生了戏剧性变化。这次原本应草草收场的失败武装暴动迅速转化为全国性事件：北方民众普遍视他为反抗奴隶制的英雄甚至殉道者，而南方则视他为叛徒和恐怖分子。史学家认为，这种价值观对立直接导致了林肯当选总统，并成为随后内战爆发的导火索。

## 背景
1859年10月16日，约翰·布朗率领包括他自己在内的22名武装人员（其中17名白人、5名黑人）前往哈珀斯费里——一个重要的铁路、河流和运河交汇点。他的目标是夺取当地的联邦军械库，然后用缴获的武器在整个南方发动奴隶起义。布朗带领的起义者与当地民兵和联邦军队激战两天，最终10人阵亡，7人被俘，5人逃脱。布朗的三个儿子都参与了这次行动：奥利弗在战斗中阵亡，沃森受重伤后痛苦地熬过一天才死去，欧文则成功逃脱并在后来加入了联邦军。

## 媒体报道
由于当时新发明的电报，布朗的审判成为第一个在全国范围内报道的审判。:291 出席审判的记者来自《纽约先驱报》和巴尔的摩的《每日交流报》，他们都自10月18日以来一直在哈珀斯费里；关于审判的报道，包括布朗的言论，在细节上有所不同，显示出不止一人的参与。报道如此密集，记者们甚至可以用整个段落来描述天气，而布朗妻子在他行刑前夜的探监成为长篇报道的主题。。
《纽约每日论坛报》的报道刊登时未署名，因为记者爱德华·霍华德·豪斯是持一份波士顿支持奴隶制报纸的证件化名潜入查尔斯镇的。他恳求一位认识他的访客——来自《弗兰克·莱斯利画报》的素描画家爱德华·A·布拉克特——不要大声说出他的真名。他的一些报道无法从查尔斯敦安全寄出，只能通过绑在这位先生腿上、然后用裤子遮掩的方式传送出去。
来自《弗兰克·莱斯利画报》的第二位画家也在现场，而《哈珀周刊》雇用了当地画家、检察官安德鲁·亨特的侄子波特·克雷翁（大卫·亨特·斯特罗瑟） 。莱斯利告知读者，"我们的一个模仿者"正在出版伪造的图片。他描述了他的报社如何让雕刻师和画家在纽约的酒店待命，一旦从查尔斯镇收到法庭素描，16名画家就同时工作，将其（分成16个部分）转化为准备印刷的插图。 这些插图传播如此广泛，以至于《耶鲁文学杂志》都对其进行了讽刺，刊登了"我们现场艺术家"绘制的"怀斯州长的鞋子"、"约翰·布朗的手表"等画作。

## 审判的意义
考虑到其后果，这可以说是美国历史上最重要的刑事审判，因为它与随后很快爆发的美国内战密切相关。历史学家卡伦·惠特曼说："约翰·布朗在监禁和审判期间的表现如此坚强和坚定不移，以至于是奴隶制----而非奴隶制的俘虏受到了审判。" 而布赖恩·麦金蒂说，"历史上的布朗"正是在审判中诞生的。如果布朗在审判前就死去，他只会被"谴责为疯子，沦为历史的注脚"。罗伯特·麦格洛恩补充道："审判确实放大和提升了他的形象。但布朗塑造其最终公众形象的努力早在突袭前就已开始，到他在宣判时发表戏剧性最后陈述后的几周内才真正达到顶峰"。
被捕后，布朗进行了大量通信。定罪和宣判后，法官允许他接见访客。在他生命的最后一个月里——弗吉尼亚州法律规定宣判和执行之间必须间隔一个月——他接受了记者以及任何想与他交谈的人的采访。这些都得到了杰斐逊县狱卒约翰·埃维斯上尉的协助，这位"公正而人道"的狱卒"为囚犯做了职责允许范围内的一切"，并对布朗怀有"真诚的敬意"。:206他"对布朗的人道待遇招致了弗吉尼亚人最严厉的批评"。:329布朗的最后一餐，以及他最后一次见到妻子，都是在监狱里与这位狱卒的家人在他们的公寓中度过的。